# Криш (Муреш)
Криш (рум. Criș) насеље је у Румунији у округу Муреш у општини Данеш. Oпштина се налази на надморској висини од 407 m.

## Становништво
Према подацима из 2002. године у насељу је живело 627 становника.

### Попис2002.
| Расподела становништва по националности 2002.‍ | Расподела становништва по националности 2002.‍ | Расподела становништва по националности 2002.‍ | Расподела становништва по националности 2002.‍ | Расподела становништва по националности 2002.‍ |
| --------------------------------------------- | --------------------------------------------- | --------------------------------------------- | --------------------------------------------- | --------------------------------------------- |
|                                               |                                               |                                               |                                               |                                               |
| Румуни                                        | Румуни                                        |                                               | 410                                           | 65,4%                                         |
| Мађари                                        | Мађари                                        |                                               | 25                                            | 4,0%                                          |
| Роми                                          | Роми                                          |                                               | 153                                           | 24,4%                                         |
| Немци                                         | Немци                                         |                                               | 39                                            | 6,2%                                          |